# Marc Aureli Cota (cònsol)
Marc Aureli Cota (llatí: Marcus Aurelius Cotta) va ser un magistrat romà, germà del cònsol i governador de la Gàl·lia Gai Aureli Cota i del tribú de la plebs Luci Aureli Cota.
Va ser cònsol l'any 74 aC juntament amb Luci Licini Lucul. Aquell any es va desenvolupar la guerra contra Mitridates VI Eupator de la qual se n'encarregà Luci Licini, i a Cota se li va confiar la província de Bitínia i la flota de la Propòntida. Mitridates va atacar Bitínia i Cota es va retirar a Calcedònia, on hi havia resguardada la flota romana. Es va lliurar una batalla a la rodalia de la ciutat i Cota va ser derrotat per les forces de Mitridates i es va haver de refugiar darrere els murs de Calcedònia. La flota romana (de 64 naus) va ser destruïda. Mitridates va dirigir llavors la seva atenció cap altres llocs i Cota es va quedar a Calcedònia. Durant aquesta campanya el cònsol va destituir el seu qüestor Publi Opi. de qui sospitava que havia estat subornat per l'enemic i havia ordit un complot contra ell. Al retorn a Roma, Opi va ser defensat d'aquesta acusació per Ciceró.
El mateix Cota va ser acusat per Gai Papiri Carbó, pretor l'any 62 aC, d'haver estat culpable d'extorsió a la seva província de Bitínia, càrrec pel qual va ser condemnat. Més tard, el fill de Cota, de nom igualment Marc Aureli Cota, en revenja, va promoure una acusació contra Carbó, també per extorsió al seu govern.